# East Baton Rouge Parish
East Baton Rouge Parish is een parish in de Amerikaanse staat Louisiana.
De parish heeft een landoppervlakte van 1.180 km² en telt 412.852 inwoners (volkstelling 2000). De hoofdplaats is Baton Rouge.

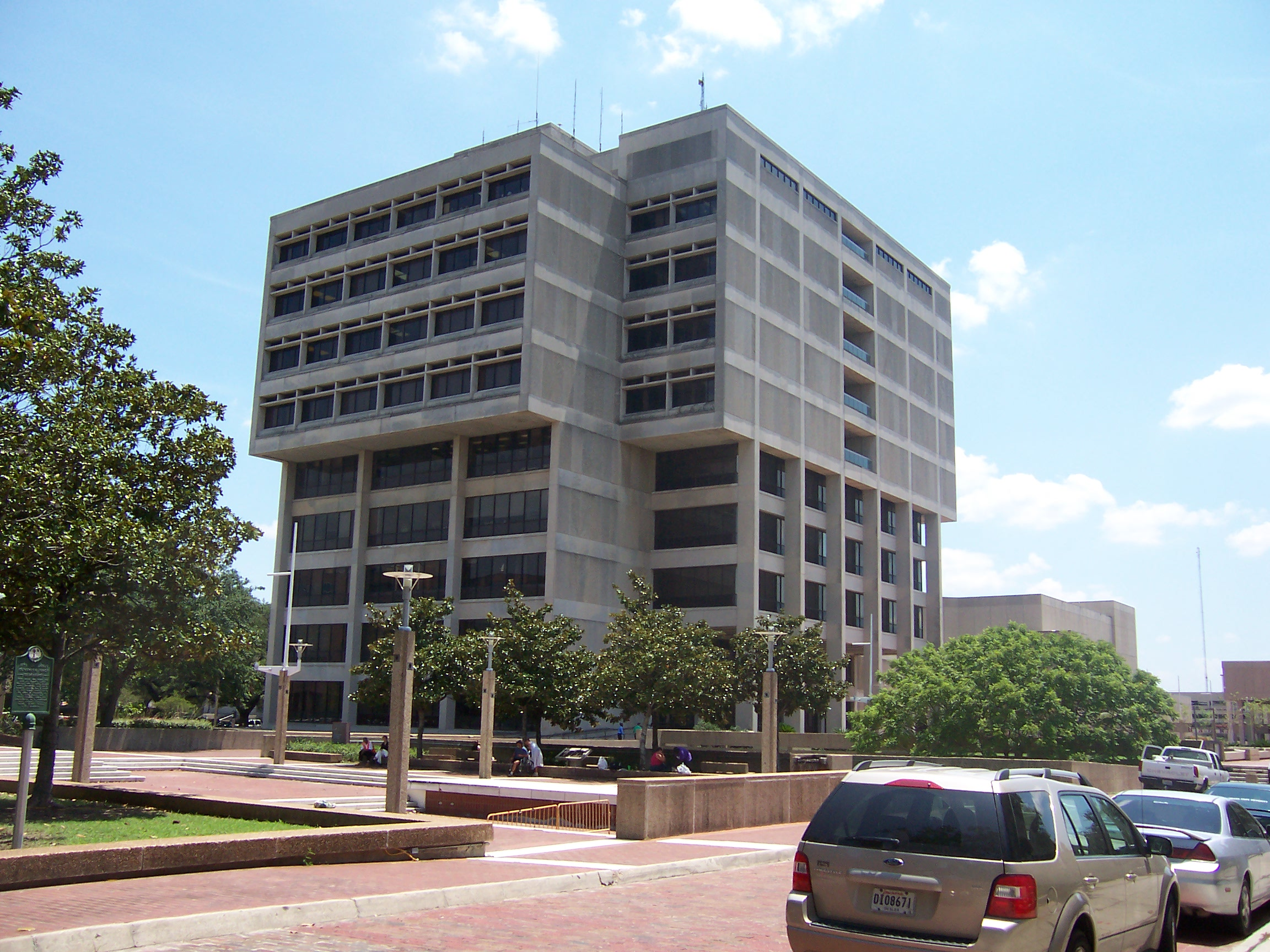
Baton Rouge Governmental Building